# 景美夜市
景美夜市是位於台北市文山區的一個街邊夜市。景美夜市的所在位置交通便利，四周繁華熱鬧，因此在平日幾乎是人山人海、川流不息，再加上夜市裡的小吃料多味美又實在，也成為許多學生及上班族群們經常喜愛到此光顧用餐之地。在學生及上班族群們絡繹不絕的光顧之下，景美夜市逐漸打響知名度，已成為台北市區知名的美食小吃天地。

## 歷史
景美夜市的歷史可以追溯至清朝嘉慶年間，當時因景美溪渡口的便利交通逐漸形成市集，成為當地經濟與社會活動的重要中心。在清乾隆27年（1762年），郭錫瑠修建了瑠公圳，並在景美溪上建造了平底木橋，使景美街成為瑠公圳的一部分。當時，景美街被稱為梘尾街，因位於木梘的尾端而得名。日治時期，景美街改稱景尾街，並於1950年後更名為現今的景美街。隨著1921年萬新鐵路與公路的通車，交通便利性提升，逐漸發展得比頂街更為繁榮。隨著時代變遷景美街的商業格局也發生了改變，頂街的繁華不再，而下街因交通優勢而持續發展，逐漸成為今日景美夜市的主要範圍。景美夜市白天為傳統市場，販售各種日用品、蔬果、魚肉與花卉，入夜後則轉型為小吃夜市。

## 周遭景點

### 文教機構
- 世新大學
- 滬江高中
- 景美國中
- 景興國中
- 靜心中學
- 景美國小

### 宗教文化
- 基督教台灣貴格會合一堂
- 景美集應廟

## 夜市特色攤販
夜市範圍從景美街19號最北端，最南端為景美街90號止的直線路段為景美夜市的景美街範圍路段。基本上，景美夜市算是一個比較傳統的夜市，聚集了各種攤商達數百家，整個夜市若是由景中街進入可以細分為六大區塊： 

### 市場口
大多是各類小吃，麻油雞、燙魷魚兩家最具代表。 

### 廟口區
範圍則是景美當地信仰大廟集應廟為範圍。大多是日常用品，甘蔗汁是代表攤商 。 

### 第一橫街
範圍則是在進興宮(土地公廟)面前範圍的橫街，有著各類型的小吃，上海生煎包及燒烤攤是這條街最受歡迎的攤位。 

### 第二橫街
範圍則是在景美觀光商圈之入口印象的橫街起(也就是景美街有頂棚雨遮的最北端)，聚集的大多是 電動玩具和電子遊戲攤商 

### 第三橫街
範圍則是景興路282巷(也就是景美街頂逢雨遮的最南端)，前段大部分都是日常生活用品， 末端則是各類型的小吃、炒麵、冰品店、豆花店、是這個區域的代表。 

### 其他區域
指的是景文街上，愛買周遭的幾家排隊小吃。如豆乳雞,雞蛋糕等。

## 外部連結
- 景美夜市  臺北旅遊網 （页面存档备份，存于）
- 臺北市市場處機關入口網-攤販集中場-景美街攤販集中場 （页面存档备份，存于）
- 臺北市商業處-商圈介紹-景美夜市周邊 （页面存档备份，存于）